# St. Georg (Amsham)

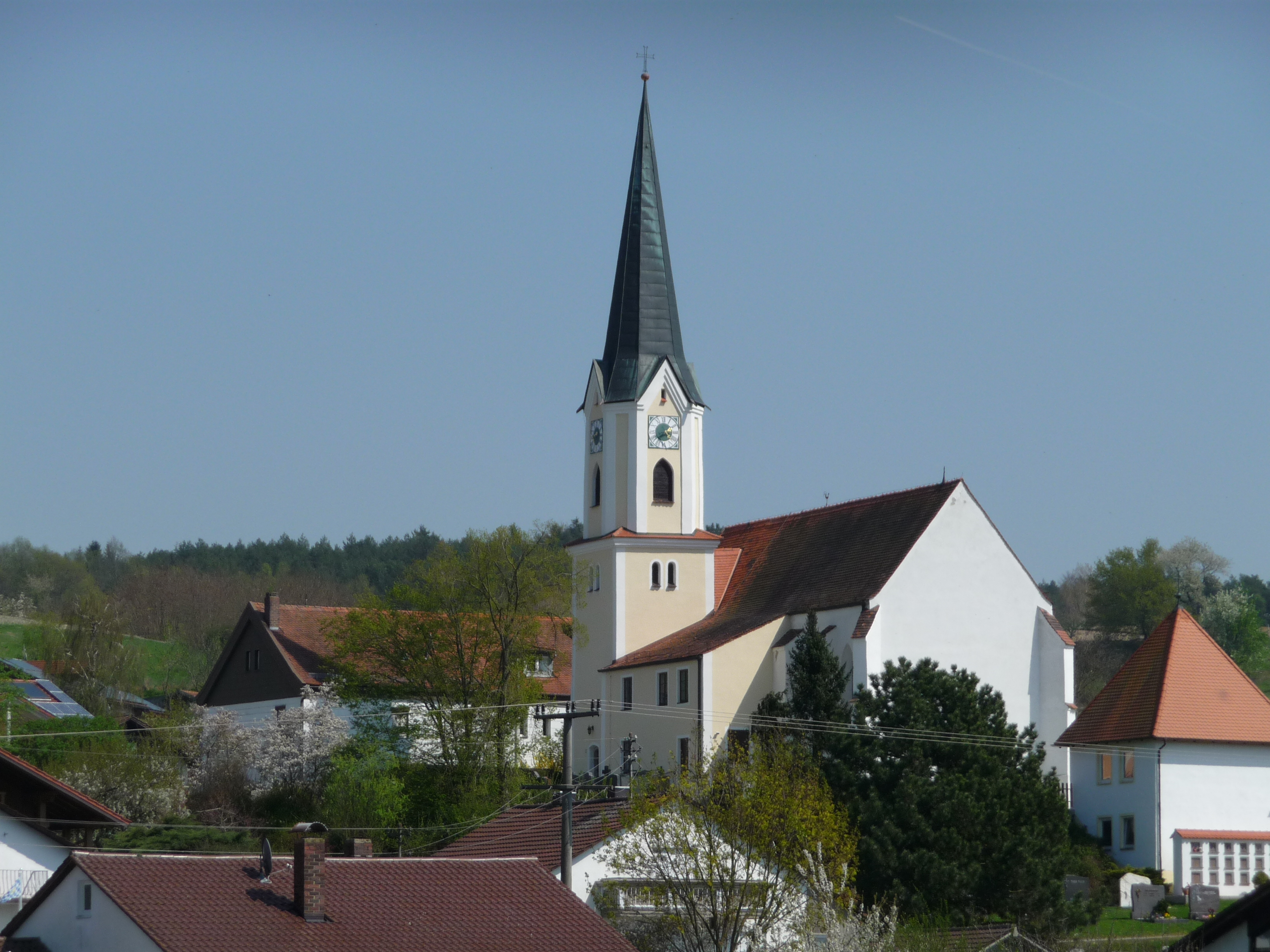
St. Georg in Amsham

Die römisch-katholische Pfarrkirche St. Georg steht in Amsham, einem Gemeindeteil von Egglham im niederbayerischen Landkreis Rottal-Inn. Sie ist in der Liste der Baudenkmäler in Egglham unter der Nr. D-2-77-117-7 eingetragen. Die Kirche gehört zum Dekanat Pfarrkirchen im Bistum Passau.

## Beschreibung
Die im Kern romanische Saalkirche, die von Strebepfeilern gestützt wird, wurde um 1500 umgebaut. Sie besteht aus dem 1873 nach Westen verlängerten Langhaus, dem eingezogenen, dreiseitig geschlossenen Chor aus der Zeit um 1500 im Osten und dem Chorflankenturm auf quadratischem Grundriss an der Nordwand des Chors. Das 1873 erneuerte, mit einem spitzen Helm bedeckte achteckige Obergeschoss des Turms enthält die Turmuhr und den Glockenstuhl mit vier Glocken. Die Sakristei mit Oratorium im Obergeschoss befindet sich in der Nordwestecke von Langhaus und Turm. Die Innenräume sind sowohl im Langhaus als auch im Chor mit Tonnengewölben überspannt.

## Orgel
Die Orgel mit acht Registern auf einem Manual und Pedal wurde 1906 von Martin Hechenberger erbaut. Die Disposition lautet:
| Manual C–f3   |       |
| Principal     | 8′    |
| Gamba         | 8′    |
| Salicional    | 8′    |
| Copel         | 8′    |
| Oktav         | 4′    |
| Flöte         | 4′    |
| Mixtur III–IV | 2 ⁄3′ |

| Pedal C–d1 |     |
| Subbaß     | 16′ |

## Glocken
In dem Holzglockenstuhl hängen vier Bronzeglocken:
| Glocke | Name       | Masse  | Durchmesser | Schlagton | Gussjahr | Gießer        |
| ------ | ---------- | ------ | ----------- | --------- | -------- | ------------- |
| 1      | Maria      | 450 kg | 952 mm      | as1 -7    | 1947     | Anton Gugg    |
| 2      | Leonhard   |        | 885 mm      | b1        | 1947     | Anton Gugg    |
| 3      | Georg      | 190 kg | 705 mm      | des2 -15  | 1947     | Anton Gugg    |
| 4      | St. Konrad | 178 kg |             | g1 -15    | 1969     | Rudolf Perner |